# Falanghina

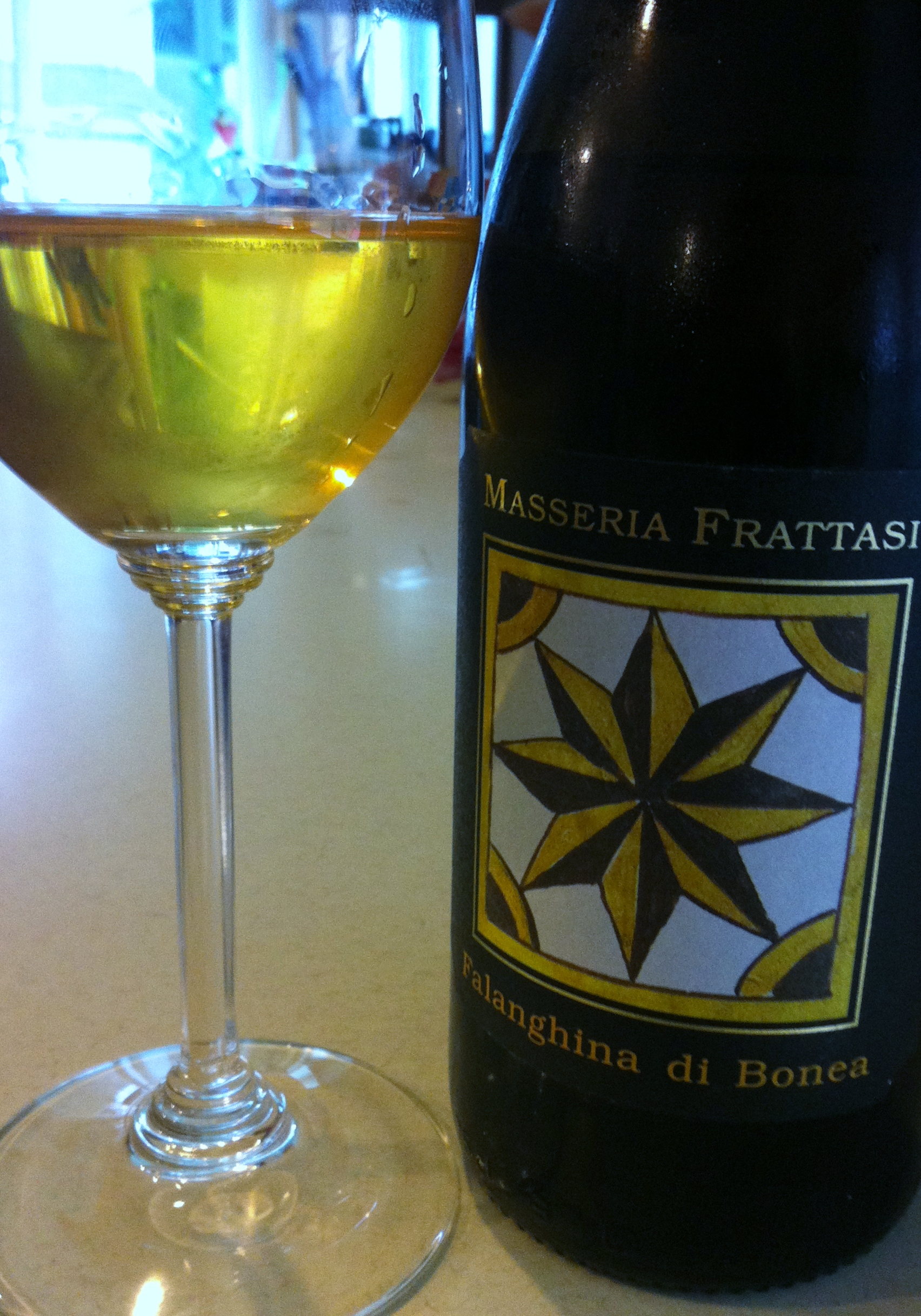

La falanghina est un cépage italien de raisins blancs, utilisé dans l'antiquité pour produire le falernum.

## Origine et répartition géographique
Elle provient du sud de l’Italie. D'origine probable grecque (et utilisé par les samnites), elle est classée recommandé ou autorisé en Campanie, dans les Abruzzes et en Sardaigne. 
Elle est classée cépage d'appoint en DOC Aglianico del Taburno, Capri, Campi Flegrei, Capri, Costa d'Amalfi, Falerno del Massico, Galluccio, Guardiolo, Penisola Sorrentina, Sannio, Sant'Agata de' Goti, Solopaca, Taburno, Vesuvio et Vini del Molise. En 1998, elle couvrait 833 ha.

## Caractères ampélographiques
- Extrémité du jeune rameau cotonneux, vert clair à liseré carminé.
- Jeunes feuilles duveteuses, vert pâle.
- Feuilles adultes, 3 à 5 lobes avec des sinus latéraux étroits, un sinus pétiolaire en lyre ou en U, des dents ogivales, moyennes, un limbe grisâtre.

## Aptitudes culturales
La maturité est de troisième époque : 30  jours après le chasselas.

## Potentiel technologique
Les grappes sont moyennes et les baies sont de taille moyenne. La grappe est pyramidale et ailée. Le cépage est de bonne vigueur et la production est moyenne et constante. Le cépage produit des vins blancs légèrement parfumés. Avec des raisins passerilé, on obtient de bon vins liquoreux.

## Synonymes
La falanghina est connue sous les noms de biancazita, falanchina, falanghina verace, falernina, falerno verace, falerno veronese, fallanghina, folanghina et uva falerna.